# Deutsche Kriegsgräberstätte Hamburg-Ohlsdorf
| Deutsche Kriegsgräberstätte Hamburg-Ohlsdorf                                                      | Deutsche Kriegsgräberstätte Hamburg-Ohlsdorf |
| ------------------------------------------------------------------------------------------------- | -------------------------------------------- |
| Gefallenendenkmal für die deutschen Kriegsgräber des Zweiten Weltkriegs auf dem Friedhof Ohlsdorf |                                              |
| Land:                                                                                             | Deutschland                                  |
| Region:                                                                                           | Hamburg                                      |
| Ort:                                                                                              | Friedhof Ohlsdorf                            |
| Einweihung:                                                                                       |                                              |

Die Deutsche Kriegsgräberstätte Hamburg-Ohlsdorf befindet sich innerhalb des Friedhofs Ohlsdorf, der im Stadtteil Ohlsdorf der Stadt Hamburg in Deutschland liegt. Die Gräber der deutschen Soldaten sind in der Mitte des Friedhofs in West-Ost-Richtung auf der Länge von einem halben Kilometer in drei Arealen angelegt.

## Drei Gräberfelder

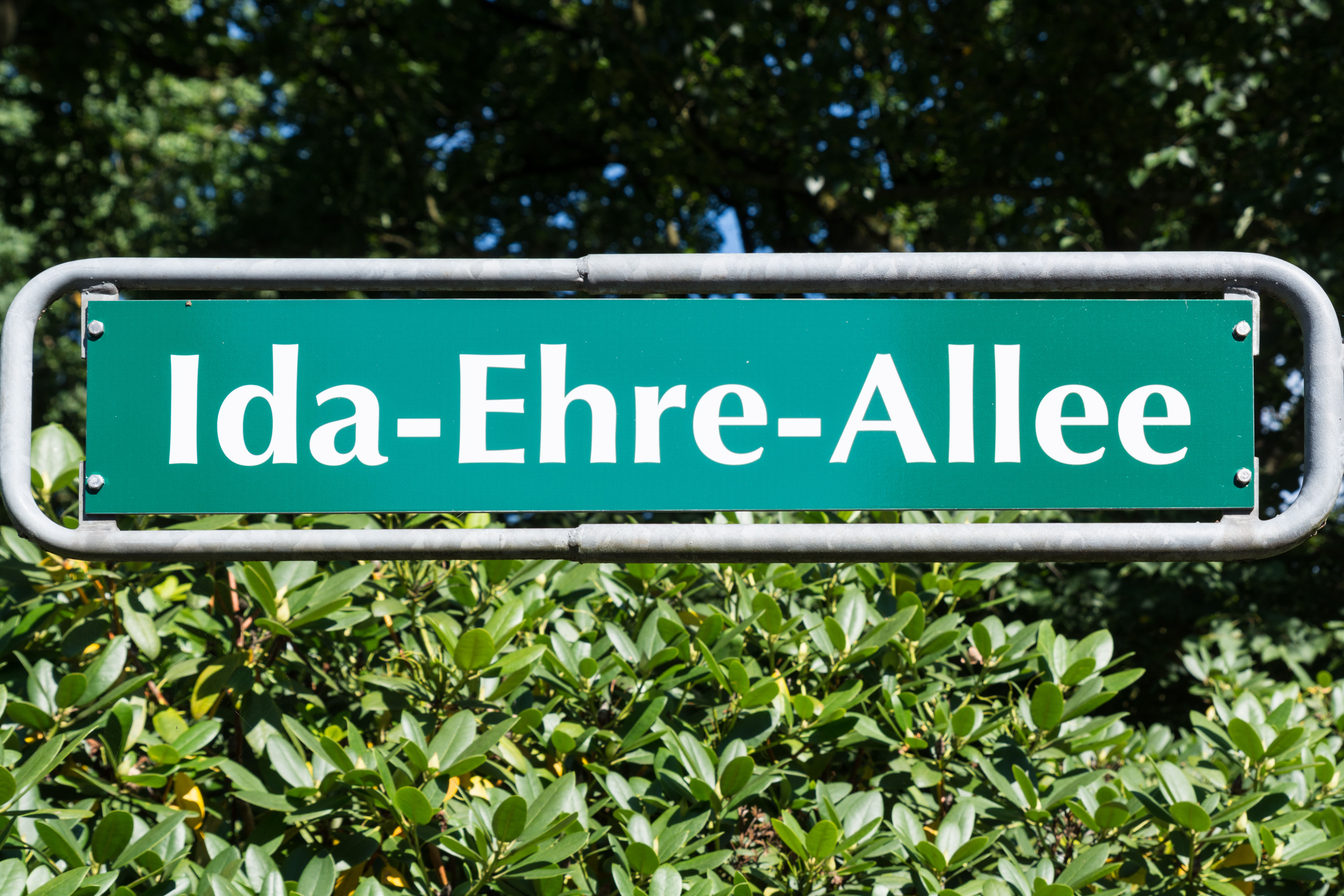
Ida-Ehre-Allee

Die deutschen Kriegsgräberfelder des Ersten Weltkriegs und des Zweiten Weltkriegs schließen aneinander an. Diese Kriegsgräber liegen südlich der Kapelle 9. Von West nach Ost: An der Ida-Ehre-Allee (früher Krieger-Ehrenallee) liegt das Areal der deutschen Kriegsgräber des Ersten Weltkriegs und der Kriegsgräber ab 1939, an der anschließenden Mittelallee das Areal der deutschen Kriegsgräber des Zweiten Weltkriegs ab März 1942. Dann folgt der Rundbau der Gedenkstätte an die gefallenen Soldaten des Zweiten Weltkriegs in der Mitte der Linnestraße. Auf der anderen Straßenseite setzt sich das Areal der deutschen Kriegsgräber des Zweiten Weltkriegs mit den Gefallenengräbern ab November 1944 fort.
Auf diesen Kriegsgräberarealen befinden sich nicht nur Soldatengräber, sondern auch „Flüchtlinge und andere Zivilisten, KZ-Häftlinge, im Hamburger Untersuchungsgefängnis Hingerichtete, von der NS-Militärjustiz verurteilte Deserteure, jüdische sowjetische Kriegsgefangene und Kinder von Zwangsarbeiterinnen“.

## Areal: Deutsche Kriegsgräber des Ersten Weltkriegs und ab 1939
Hier ruhen mehr als 3400 Gefallene des Ersten Weltkriegs (Lage). Sie verstarben im Lazarett oder wurden auf Wunsch der Angehörigen aus dem Ausland zugebettet. Mehrere Hundert kriegsbeschädigte Soldaten, die an ihren Verletzungen später starben, wurden von 1918 bis 1923 ebenfalls beigesetzt. Die Gestaltung des Gräberfeldes der Gefallenen wurde in einem Wettbewerb erarbeitet. Ab 1924 wurden die Gräber durch Grabstelen gleicher Höhe aus Oberkirchener Sand, die nur im Kopfteil voneinander abweichen, einheitlich gekennzeichnet. Die Namen der Gefallenen sind in einer Namensliste zugänglich.
Im nördlichen Teil des Gräberfeldes des Ersten Weltkriegs sind auch 263 englische, französische, italienische und russische Kriegsgefangene, die verstarben, beigesetzt.
Ab September 1939 wurden die Gefallenen des Zweiten Weltkriegs am Rand im Westen des Areals und neben den Gräbern der Kriegsgefangenen des Ersten Weltkriegs beigesetzt.
An der Gabelung von Mittel- und Ida-Ehre-Allee wurde in den 1950er und 1960er Jahren eine Sammelgrabanlage für Opfer aus verstreuten Einzelgrabanlagen eingerichtet. Hier wurden auch ausländische Opfer und gestorbene Kinder von Zwangsarbeiterinnen beigesetzt.

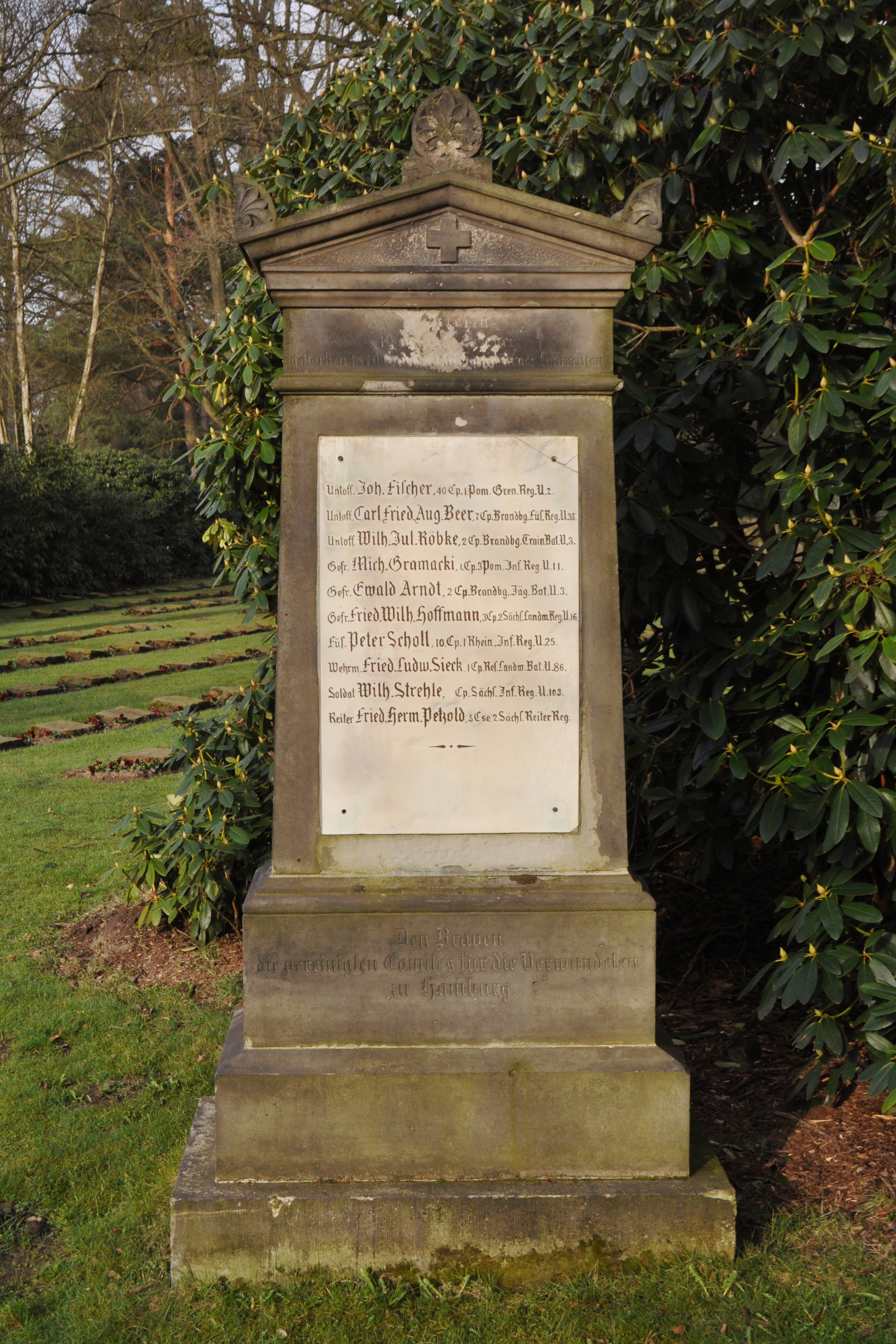
Grabstein für die in Hamburger Lazaretten gestorbene Soldaten

Auf einem Gedenkstein wird der 1870 in Hamburger Lazaretten verstorbenen deutschen Soldaten gedacht.

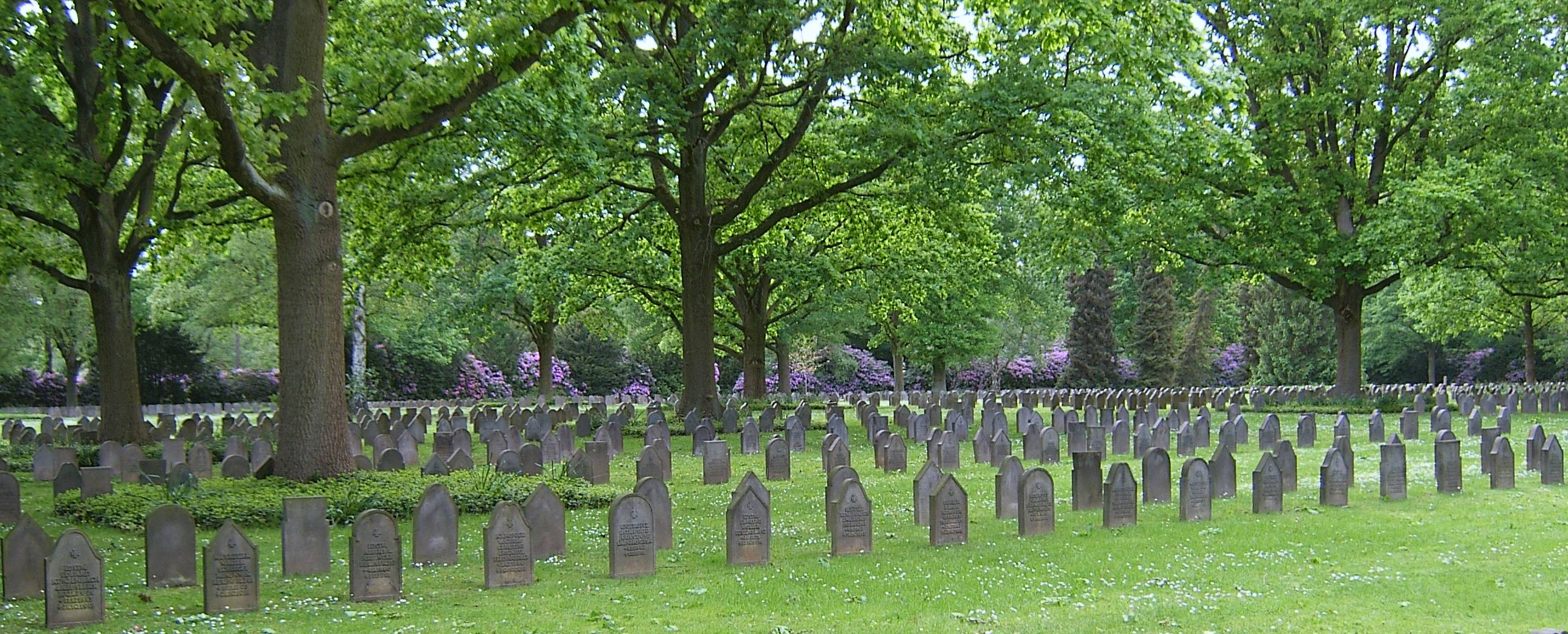
Kriegsgräber aus dem Ersten Weltkrieg in Hamburg-Ohlsdorf
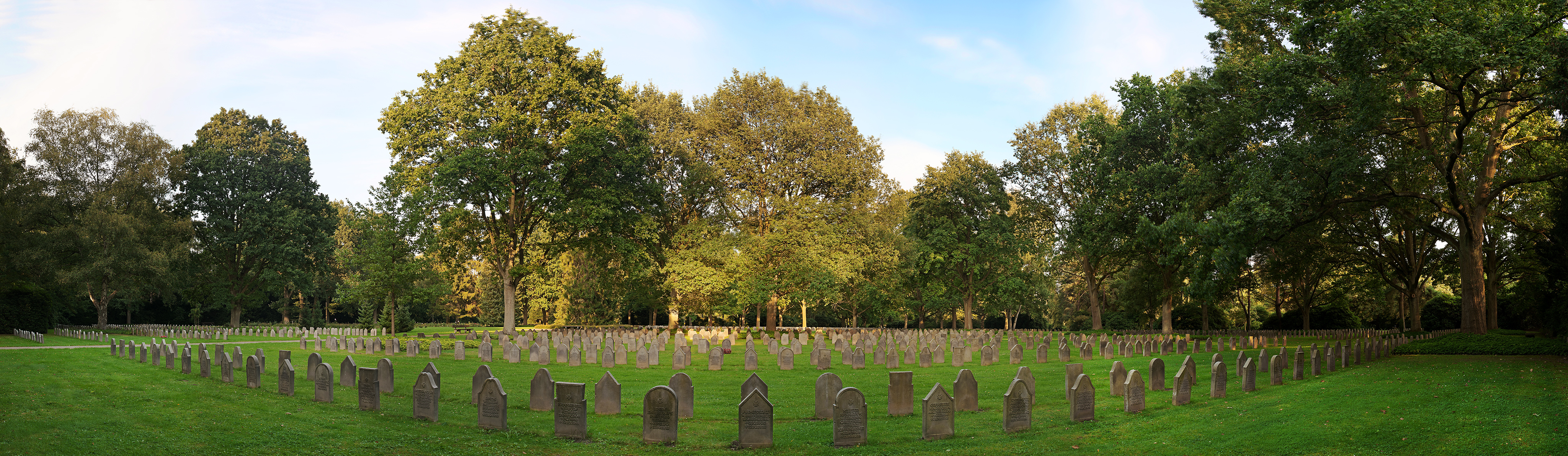
Panoramaaufnahme der Kriegsgräber aus dem Ersten Weltkrieg
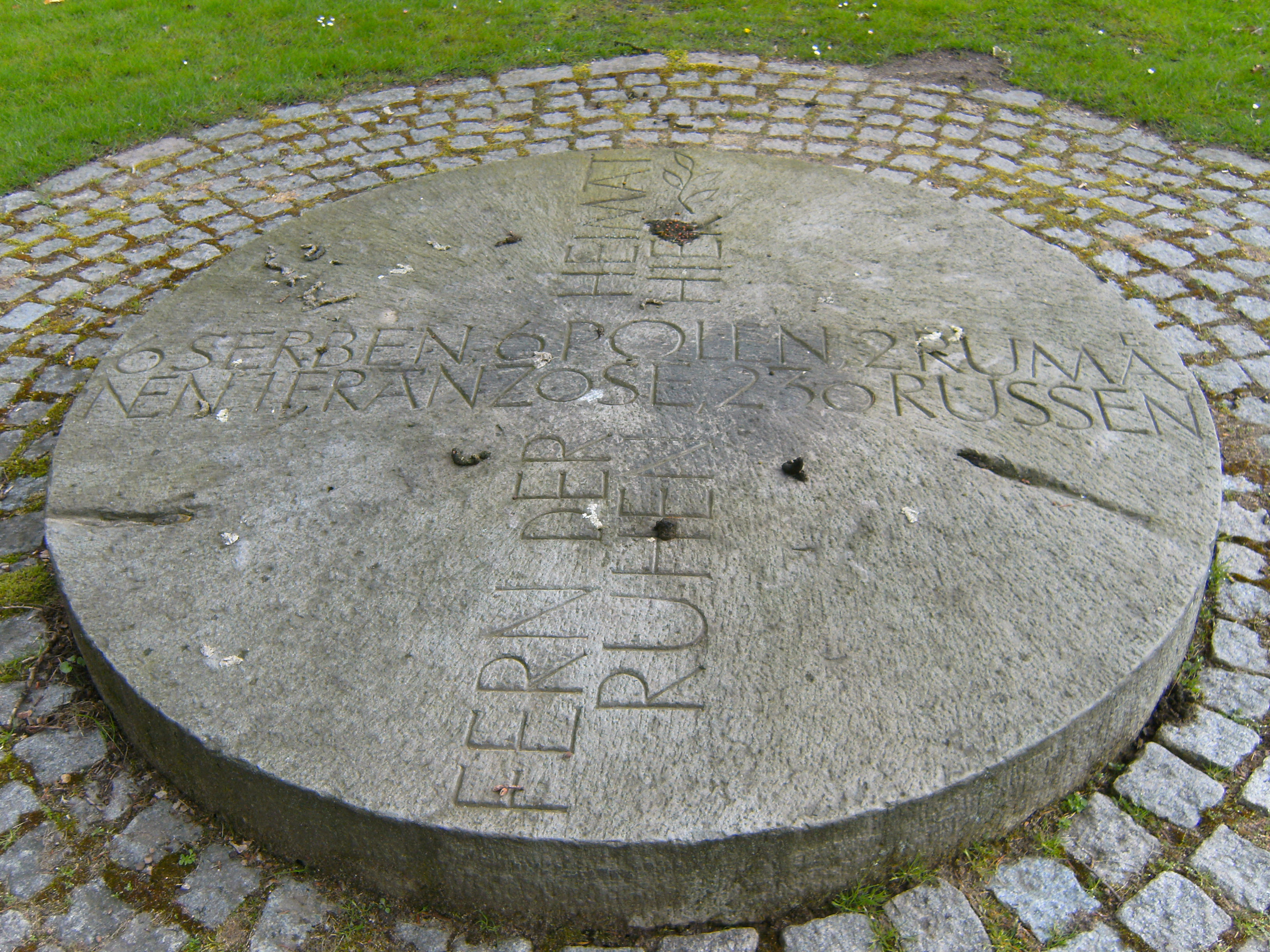
Deutsche Kriegsgräberstätte Hamburg-Ohlsdorf. Areal: Kriegsgräber des 1. Weltkriegs, Gedenkplatte
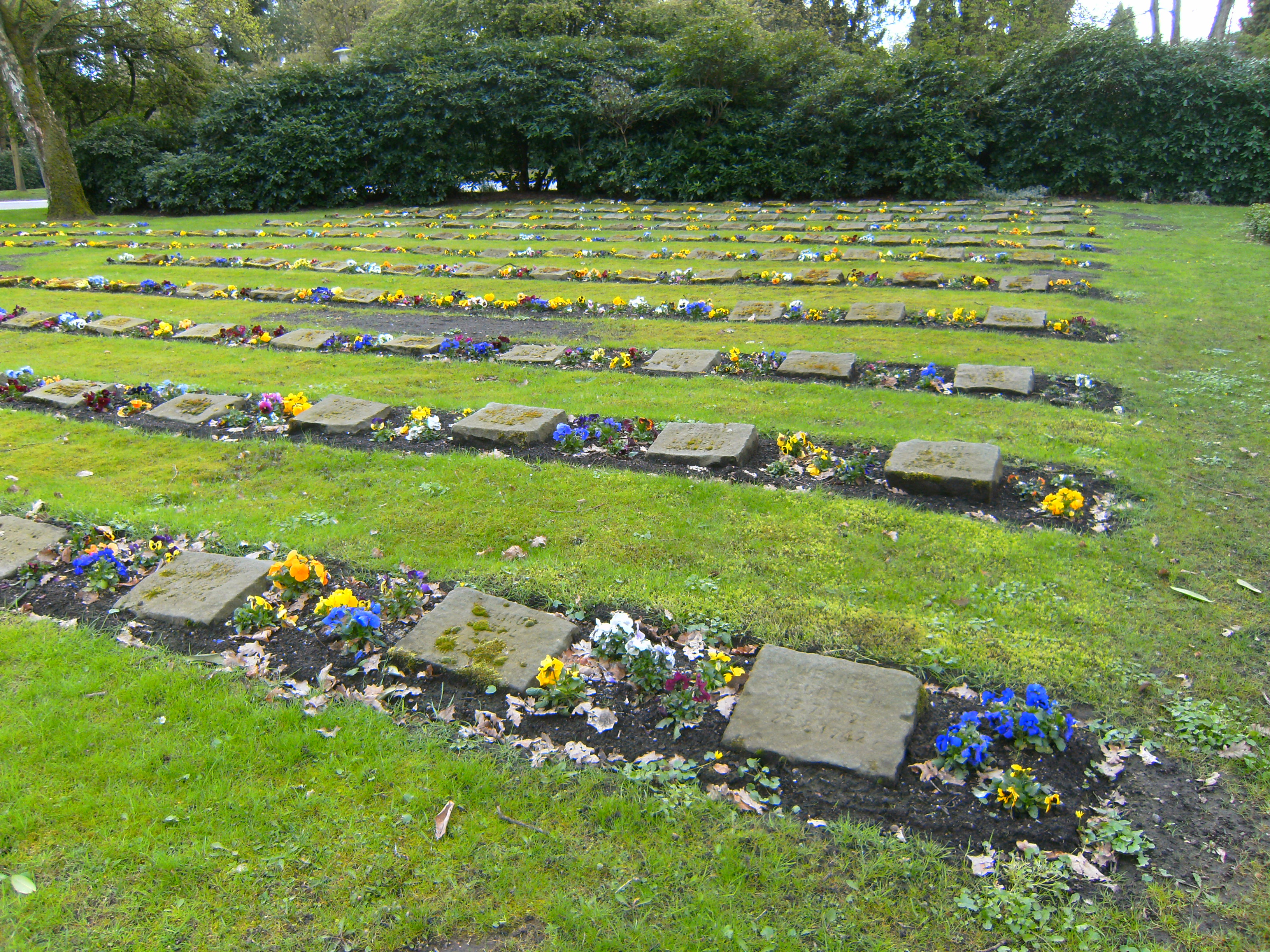
Deutsche Kriegsgräberstätte Hamburg-Ohlsdorf. Areal: Kriegsgräber des 1. Weltkriegs, weitere Gräberreihen

## Areal: Deutsche Kriegsgräber ab März 1942

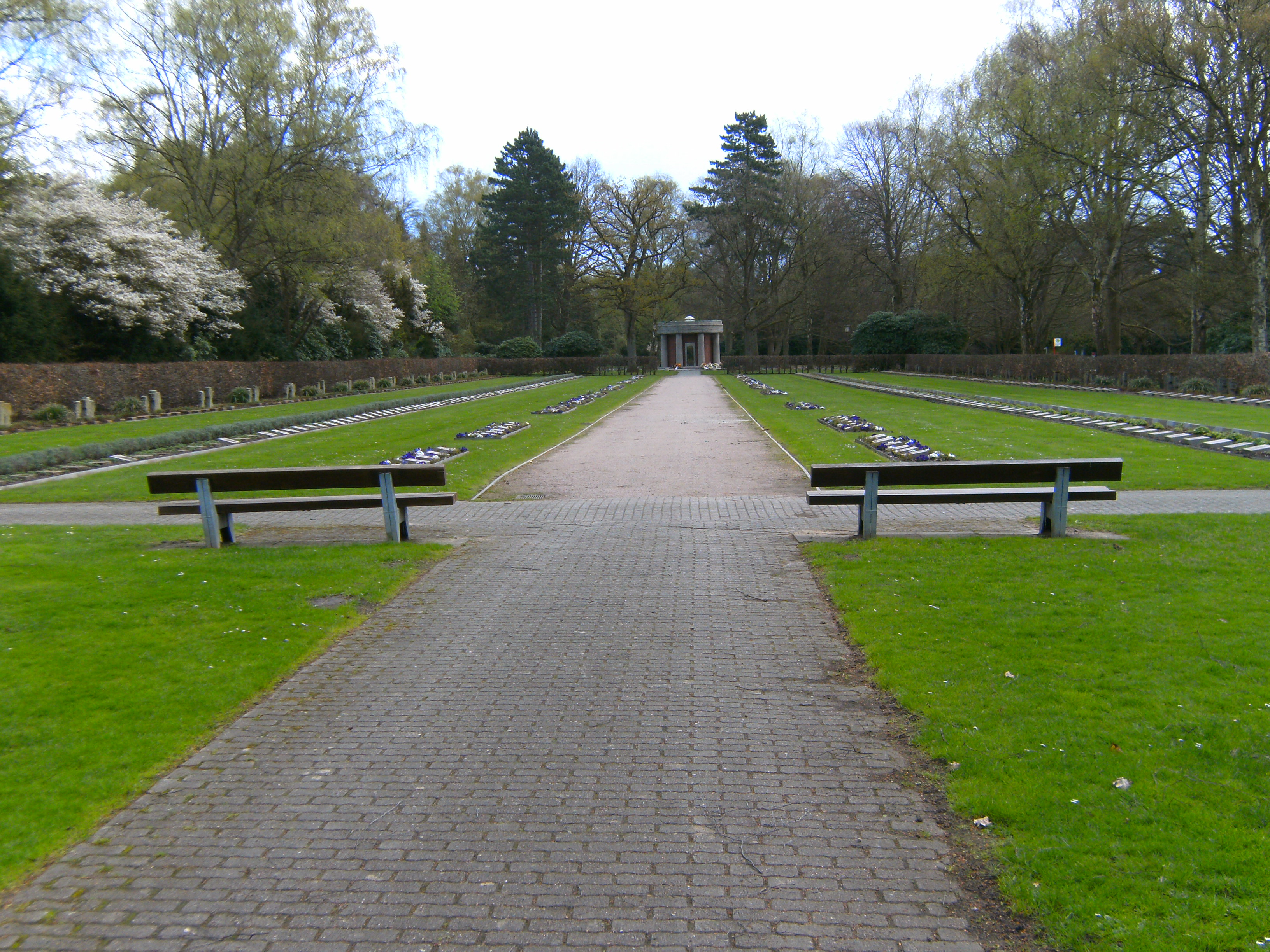
Deutsche Kriegsgräberstätte Hamburg-Ohlsdorf. Areal: Kriegsgräber ab März 1942

Hier ruhen Gefallene des Zweiten Weltkriegs. Es sind deutsche Soldatengräber ab März 1942 (Lage). Die Gräber sind durch liegende Steine, das Grabfeld durch drei stehende Steinkreuze gekennzeichnet. Die Namen einiger Soldaten wurden digital erfasst.

## Mahnmal: Rundbau für die Gefallenen des Zweiten Weltkriegs

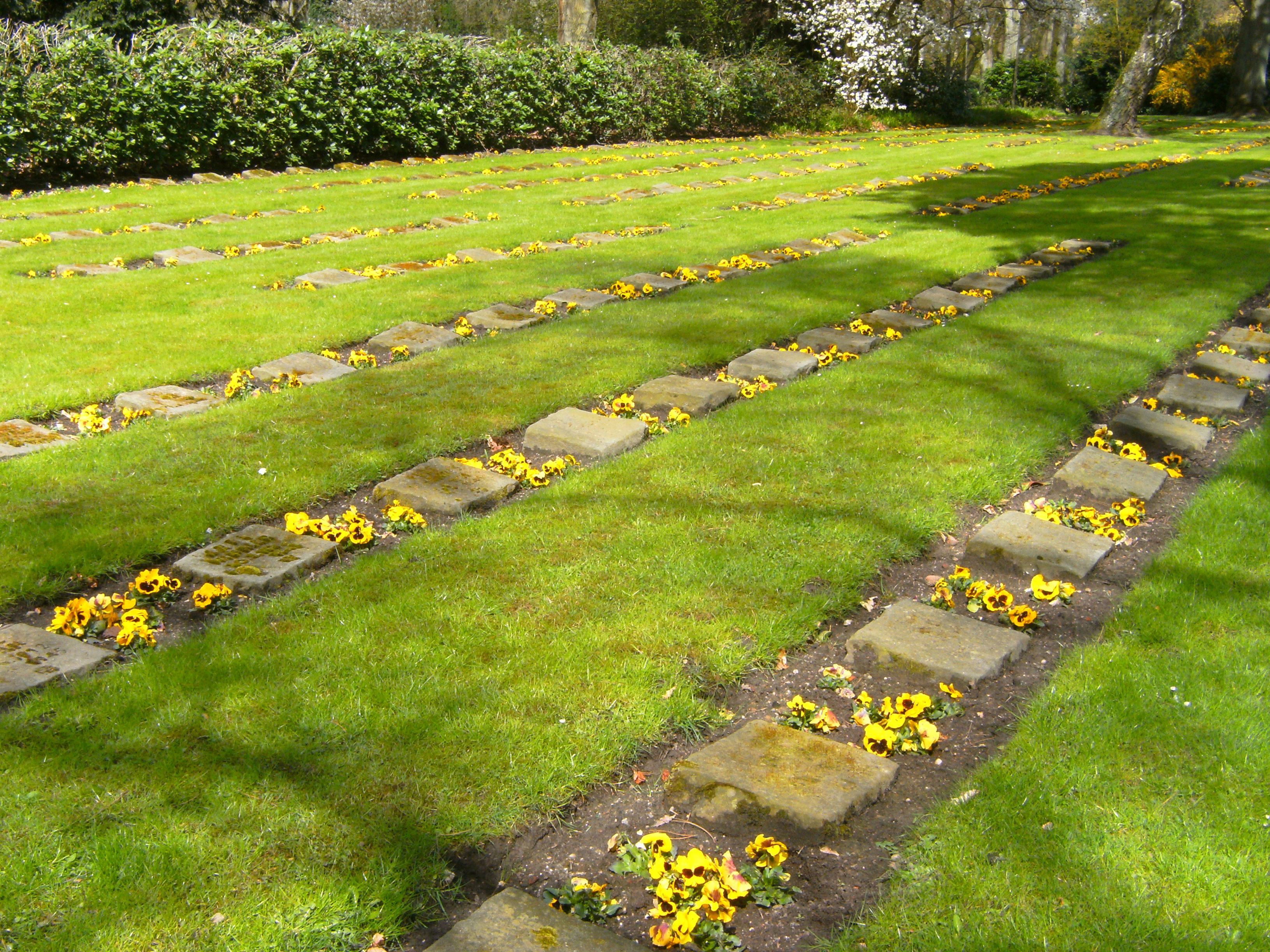
Deutsche Kriegsgräberstätte Hamburg-Ohlsdorf. Areal: Kriegsgräber ab März 1942. Grabsteine aller Opfer, Nähe Gedenkstätte

In der Mitte der Linnestraße befindet sich das Denkmal für die Gefallenen des Zweiten Weltkriegs (Lage). Es enthält im Inneren Wandzeichnungen von Franz Mikorey (Bildhauer). Rechts und links der Linnestraße, und an die Areale der Soldatengräber des Zweiten Weltkrieges angrenzend, wurden bis in die 1960er-Jahre auf Sammelgrabanlagen Gräber von Bombenopfern, exekutierten oder verstorbenen Justizhäftlingen, KZ-Insassen und Flüchtlingen aus verstreuten Einzellagen des Friedhofs umgebettet.

## Areal: Deutsche Kriegsgräber ab November 1944

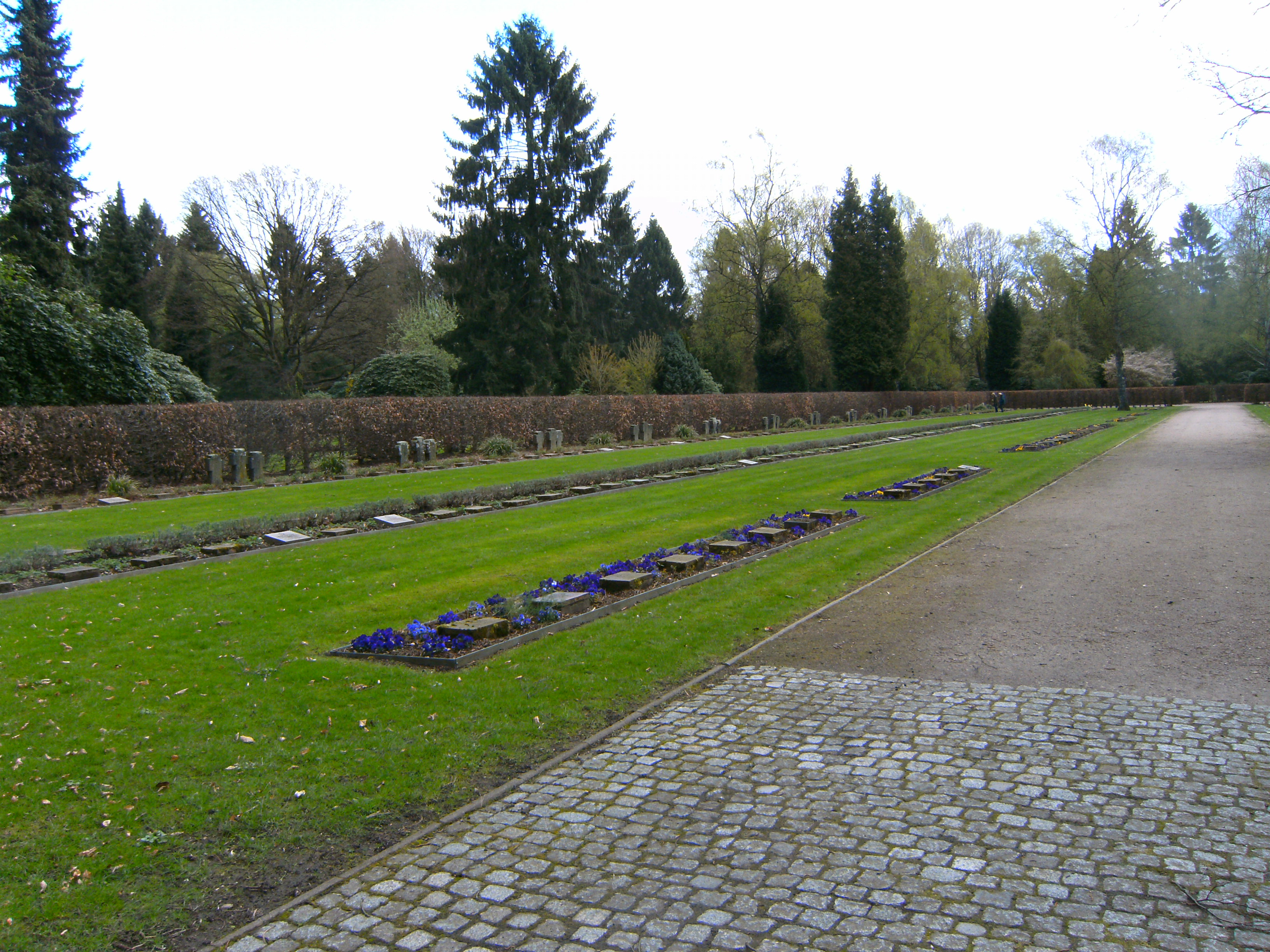
Deutsche Kriegsgräberstätte Hamburg-Ohlsdorf. Areal: Kriegsgräber ab November 1944

Östlich vom Rundbau wurde ein weiteres Gräberareal für die Gefallenen ab November 1944 und von 1945 mit schlichteren Grabsteinen angelegt (Lage).

## Weitere Kriegsgräberstätten
Auch auf den anderen Hamburger Friedhöfen befinden sich deutsche Kriegsgräber aus dem Ersten bzw. Zweiten Weltkrieg.
- Kriegsgräberstätte Altona: Im nördlichen Teil des Friedhofs Altona befinden sich rund um ein Hochkreuz Gräber von Kriegstoten.
- Neuer Friedhof Bergedorf: In der Nähe der Kapelle 1 befinden sich Gräber von Kriegstoten.
- Neuer Friedhof Harburg: Im östlichen Teil des Friedhofs auf der Hügelkuppe befinden sich 239 Soldatengräber des Ersten und 241 Soldatengräber des Zweiten Weltkriegs.
- Jüdischer Friedhof Ilandkoppel: Hier befinden sich 88 Einzelgräber von deutschen Soldaten des Ersten Weltkriegs.
- Liste von Kriegsgräberstätten

## Filme
- hamburg friedhof ohlsdorf deutsche soldatengräber erster Weltkrieg remix auf YouTube
- hamburg friedhof ohlsdorf deutsche soldatengräber remix (Zweiter Weltkrieg) auf YouTube